# Tatjana Sidorova
Tatjana Aleksandrovna Sidorova (Russisch: Татьяна Сидорова, Engels: Tatyana Sidorova) (Tsjeljabinsk, 25 juli 1936) is een schaatsster uit de Sovjet-Unie. Ze vertegenwoordigde haar vaderland op de Olympische Winterspelen van 1964 in Innsbruck en de Winterspelen van 1968 in Grenoble. Verder reed Sidorova reed drie keer een nieuw wereldrecord op de 500 meter.

## Resultaten

### Olympische Winterspelen
| Jaar | Plaats    | Resultaten |
| ---- | --------- | ---------- |
| 1964 | Innsbruck | 500 m      |
| 1968 | Grenoble  | 9e 500 m   |

### Wereldkampioenschappen
| Jaar                      | Plaats     | Resultaten              |
| ------------------------- | ---------- | ----------------------- |
| 1970 Allround 1970 Sprint | West Allis | 15e Allround 12e Sprint |

### USSR kampioenschappen
| Jaar | 500 m | 1000 m | Sprint | Allround |
| ---- | ----- | ------ | ------ | -------- |
| 1962 |       |        |        | 15e      |
| 1963 |       |        |        | DNF      |
| 1964 |       |        |        | 9e       |
| 1966 |       |        |        | 5e       |
| 1967 |       |        |        | DNF      |
| 1968 |       |        |        | Brons    |
| 1970 |       |        | Zilver | 8e       |
| 1971 |       |        | Zilver | 5e       |
| 1972 |       |        | 4e     | DNF      |
| 1973 | 7e    | 12e    | 5e     | 13e      |

## Records

### Wereldrecords
| Afstand   | Tijd  | Datum           | Baan  |
| --------- | ----- | --------------- | ----- |
| 500 meter | 44,7  | 3 februari 1968 | Davos |
| 500 meter | 43,29 | 9 januari 1970  | Medeo |
| 500 meter | 43,22 | 17 januari 1970 | Medeo |

### Persoonlijke records
| Afstand    | Tijd    | Datum           | Baan  |
| ---------- | ------- | --------------- | ----- |
| 500 meter  | 1.42,80 | 7 januari 1973  | Medeo |
| 1000 meter | 1.29,93 | 9 januari 1970  | Medeo |
| 1500 meter | 2.21,85 | 31 januari 1970 | Medeo |
| 3000 meter | 5.08,21 | 31 januari 1970 | Medeo |

#### Wereldrecords laaglandbaan (officieus)
| Nr. | Afstand   | Tijd  | Datum            | Baan            |
| --- | --------- | ----- | ---------------- | --------------- |
| 1.  | 500 meter | 46,0  | 28 december 1963 | Tsjeljabinsk    |
| 2.  | 500 meter | 45,2  | 11 januari 1964  | Tsjeljabinsk    |
| 3.  | 500 meter | 44,30 | 2 april 1970     | Jekaterinenburg |